# Ectyoplasia tabula
Ectyoplasia tabula är en svampdjursart som först beskrevs av Jean-Baptiste Lamarck 1814.  Ectyoplasia tabula ingår i släktet Ectyoplasia och familjen Raspailiidae. Inga underarter finns listade i Catalogue of Life.